# Leptophyes calabra
Leptophyes calabra is een rechtvleugelig insect uit de familie sabelsprinkhanen (Tettigoniidae). De wetenschappelijke naam van deze soort is voor het eerst geldig gepubliceerd in 2010 door Kleukers, Odé & Fontana.
1. ↑  (en) Leptophyes calabra op de IUCN Red List of Threatened Species.